# Parque da Bela Vista
Der Parque da Bela Vista ist eine Parkanlage in der Stadtgemeinde Marvila der portugiesischen Hauptstadt Lissabon. Mit einer Fläche von 85.000 m² ist er eine der größten Grünanlagen der Stadt.
Der Park wurde auf dem Gelände einer ehemaligen Quinta angelegt, deren ländlicher Charakter blieb dabei erhalten. Er dient als Naherholungsgebiet für die Stadtviertel Chelas und Bela Vista.
In den Jahren 2004, 2006, 2008, 2010, 2012, 2014, 2016, 2018, 2022 fand im Park das Musikfestival Rock in Rio statt. Im Jahr 2004 besuchten 386.000 Besucher das Festival in Lissabon.